# Emblema del Kazakistan
L'emblema della Repubblica del Kazakistan (Қазақстан Республикасының Мемлекеттік елтаңбасы), disegnato da Jandarbek Melibekov e Shota Walikhanov, è stato adottato il 4 giugno 1992. L'emblema rappresenta la punta superiore di una iurta dorata, su uno sfondo azzurro. Il tutto è racchiuso fra le ali dorate di due cavalli mitologici. Centralmente, in basso, è presente in oro la scritta "ҚA3AҚCTAH" (Kazakistan in lingua kazaka).

L'emblema della Repubblica socialista sovietica kazaka

La forma circolare dell'emblema simboleggia la vita e l'eternità, mentre i due colori predominanti, l'oro e l'azzurro, simboleggiano la luce e l'aspirazione alla pace.
Prima dell'emblema attuale era in uso quello della Repubblica Socialista Sovietica Kazaka, che durò dal 1936 al 1991.